# Parafia św. Józefa Oblubieńca Najświętszej Maryi Panny w Skierniewicach
Parafia Świętego Józefa Oblubieńca Najświętszej Maryi Panny w Skierniewicach – parafia znajduje się na terenie dekanatu Skierniewice – Najświętszego Serca Pana Jezusa w diecezji łowickiej. Powstała w 1983. Kościół został zbudowany w latach 1982–1992. Mieści się przy ulicy Maksymiliana Kolbego.